# Гусле
Гу́сле, по-русски так же допустимо сербские гусли, балканские гусли (серб. гусле, хорв. gusle, словен. gusle), ляхута (алб. lahuta), гусла (болг. гусла) — смычковый музыкальный инструмент южных славян. До последней трети XX века был широко распространён в Черногории (особенно), Боснии и Герцеговине, Македонии, Хорватии, Сербии. В прошлом также в Болгарии.
У гуслей овальной или грушевидной формы корпус, выдолбленный из дерева. Открытая его сторона затянута кожаной мембраной, в которой иногда вырезано несколько маленьких резонаторных отверстий. В верхнюю часть шейки перпендикулярно расположен длинный деревянный колок, на который намотана одна или две струны, свитые из 50—60 нитей конского волоса. Играют лукообразным смычком. Струну не прижимают к шейке, а лишь касаются её подушечками пальцев. Похожая техника игры применяется во многих других безгрифовых смычковых инструментах, таких как древнерусский гудок, турецкая разновидность кеменче, тагельхарпа, кобыз и др.
Гусле традиционно сопровождали старинные героико-эпические, так называемые юнацкие песни (юнак — мо́лодец) в речитативном стиле. По свидетельствам исторических хроник, сербские странствующие музыканты выступали во многих странах Восточной Европы и пользовались большой популярностью.

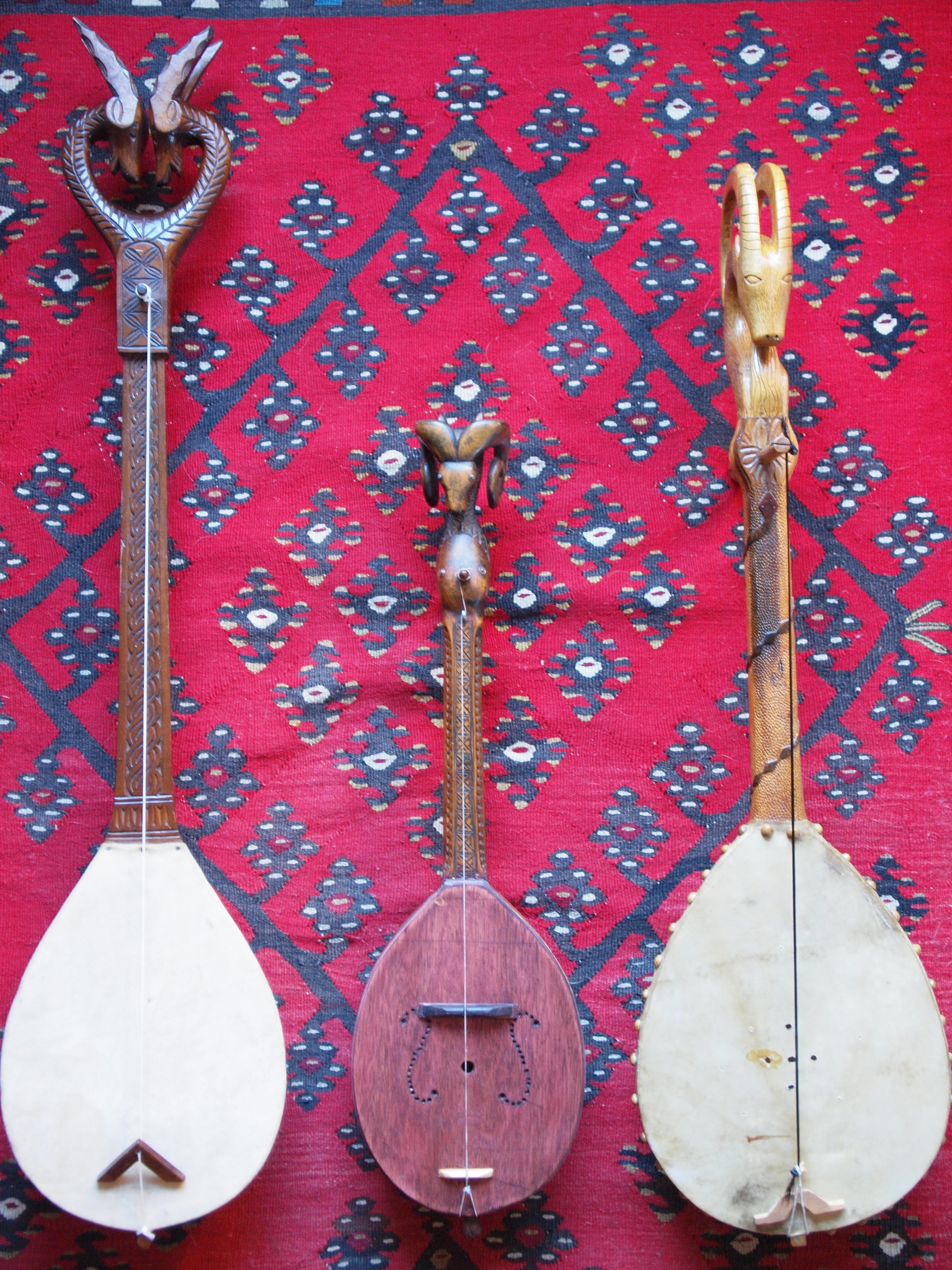
Черногорско-герцеговинские (по краям) и сербские (в середине) гусле
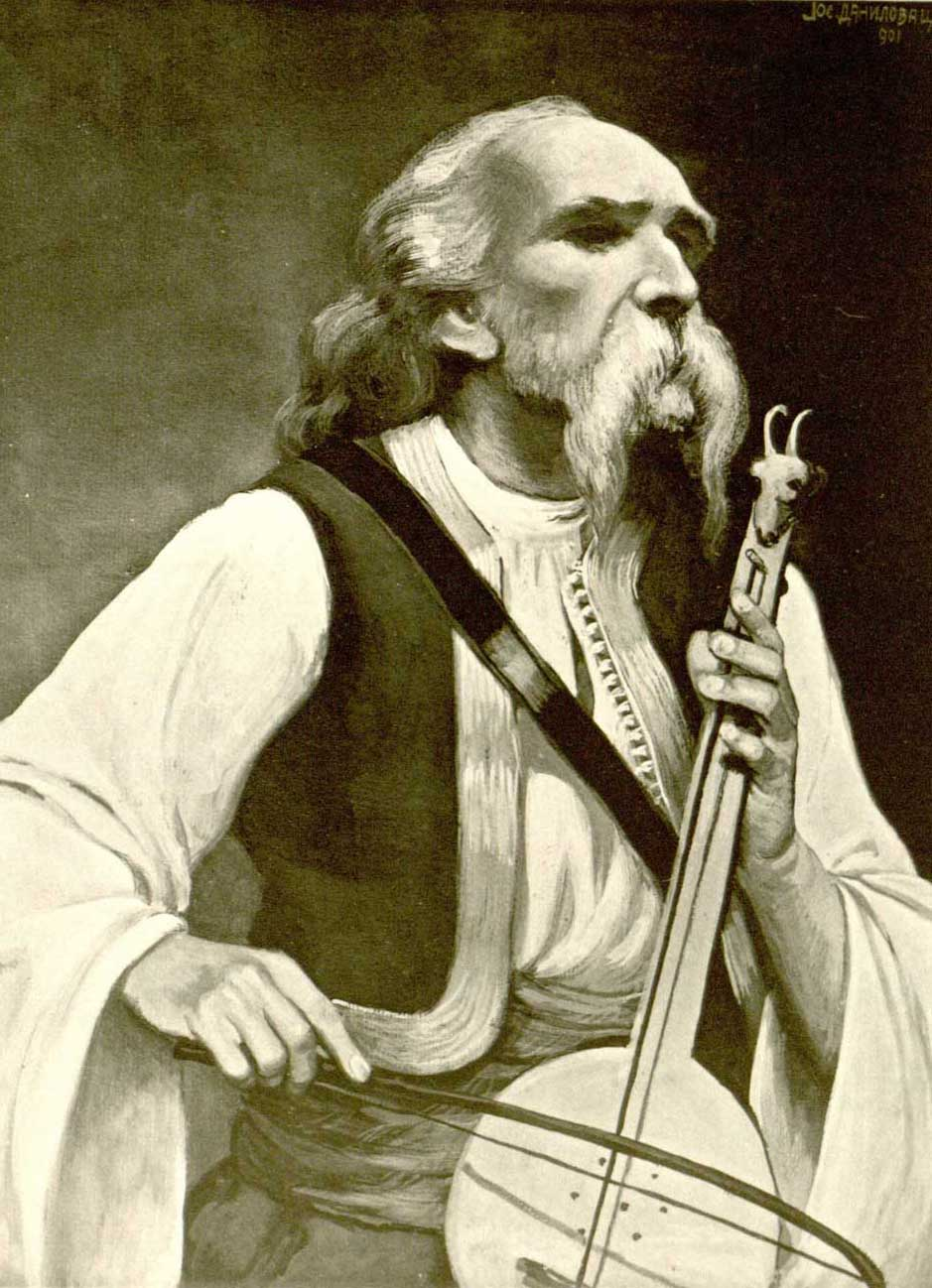
Филипп Вишнич, слепой сербский провидец и гусляр
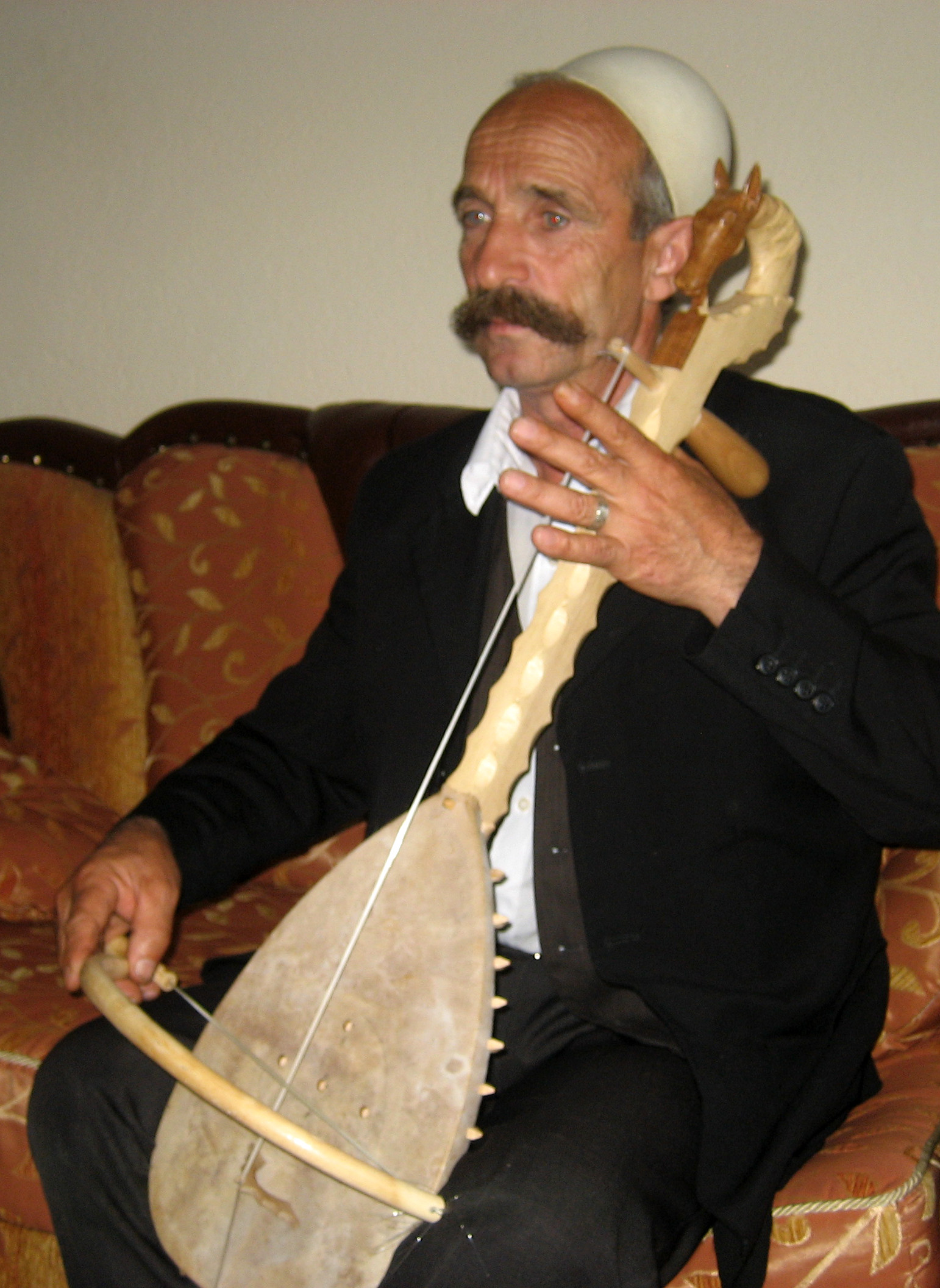
Положение тела и рук играющего албанца